# عنکبوت‌های سپردار
عنکبوت‌های سپردار (نام علمی: Malkaridae) نام یک تیره از راسته عنکبوت است.